# Kindheitstrauma
Unter dem Begriff Kindheitstrauma (auch Bindungstrauma, Entwicklungstrauma, Kindheits-Belastungsfaktoren, frühkindliche Stress-Erfahrungen, adverse childhood experiences kurz: ACE) werden zusammengefasst: Kindesmisshandlung, sexueller Missbrauch von Kindern, schwere Vernachlässigung, Kriegserlebnisse (siehe auch Kriegskind), Trennung/Scheidung der Eltern sowie weitere familiäre/soziale Stressfaktoren, wie beispielsweise elterlicher Substanzmissbrauch. Wenn das Geschehen die individuellen Möglichkeiten der Verarbeitung und Integration übersteigen, nennt man die Folgen Trauma. Es ist eine schwerwiegende psychische Verletzung. Erinnerungen werden unzusammenhängend abgespeichert und können getriggert werden, bspw. ein bestimmter Geruch. Der Geschädigte erlebt dann die Überforderung erneut, was als Retraumatisierung bezeichnet wird.
In Deutschland liegen die Häufigkeiten von schweren Trauma-Ereignissen zwischen etwa 1 und 11 % der Bevölkerung. Kindheitstraumen können dramatische und langfristige Folgen für beziehungserschütterte Menschen (Gahleitner) haben, besonders wenn eine entsprechende Vulnerabilität (Verletzlichkeit, Diathese) vorliegt. Es besteht eine Dosis-Wirkungs-Beziehung: Je schwerwiegender und längerdauernd die Trauma-Ereignisse sind, je früher sie eintreten und je mehr Ereignisse und Belastungen insgesamt bestehen, umso höher steigt die Wahrscheinlichkeit für körperliche oder/und psychische Erkrankungen sowohl im Kindes- als auch im Erwachsenenalter. Andererseits entwickelt der weitaus größere Teil der Betroffenen langfristig keine Erkrankungen, und zwar wenn keine Vulnerabilität vorliegt, wenn Schutzfaktoren (Resilienz) zur Verfügung stehen oder wenn die Traumen weniger schwerwiegend sind.
Die Entwicklung von Kindheitstraumen zu Erkrankungen im Erwachsenenalter geschieht vorwiegend auf zwei Wegen: Einerseits erhöht sich bei Betroffenen die Vulnerabilität gegenüber künftigen Stress-Ereignissen, und andererseits zeigen Betroffene vermehrt gesundheitliche Risikoverhaltensweisen, zum Beispiel Rauchen oder Alkoholmissbrauch. Die Ergebnisse zur Häufigkeit sind durch große Studien epidemiologisch abgesichert. Sie legen Maßnahmen der Prävention in der frühen Kindheit nahe, zum Beispiel durch den Einsatz von Familienhebammen.

## Prävalenz
Zahlen zur Prävalenz (Häufigkeit) von Kindheitstraumen liegen in Deutschland in Form der Polizeilichen Kriminalstatistik und der Kinder- und Jugendhilfestatistik (siehe Artikel Kindesmisshandlung) vor. Es ist von einer erheblichen Dunkelziffer auszugehen. Bei Bevölkerungsstichproben ist das Problem der unerkannten Fälle deutlich geringer. In einer repräsentativen deutschen Bevölkerungsstichprobe vom April 2010 wurden 2504 Erwachsene retrospektiv nach Kindheitstraumen bis zum Alter von 18 Jahren befragt (mittleres Alter 50,6 Jahre, Spannweite 14 bis 90 Jahre). Zu fünf vorgegebenen Formen von Misshandlung und Vernachlässigung gaben die Befragten die Häufigkeit beziehungsweise den Schweregrad in vier Stufen an (Lebenszeitprävalenz).
| Form der Misshandlung        | leicht bis extrem % | schwer/extrem % |
| ---------------------------- | ------------------- | --------------- |
| emotionale Misshandlung      | 14,9                | 1,6             |
| körperliche Misshandlung     | 12,0                | 2,7             |
| sexuelle Misshandlung        | 12,5                | 1,9             |
| emotionale Vernachlässigung  | 49,3                | 6,5             |
| körperliche Vernachlässigung | 48,4                | 10,8            |

Tab. 1  Häufigkeiten von Kindheitstraumen in Abhängigkeit vom Schweregrad (mittlere Spalte alle Schweregrade, rechte Spalte nur Schweregrad schwer/extrem); Mehrfachnennungen möglich
Die verschiedenen Formen von Misshandlung und Vernachlässigung treten mit unterschiedlicher Häufigkeit auf. 1,9 % der Befragten waren schwerer sexueller Misshandlung ausgesetzt gewesen, 10,8 % schwerer körperlicher Vernachlässigung. Bei Berücksichtigung von Misshandlung und Vernachlässigung aller Schweregrade (das heißt bei weiter Definition) ergeben sich höhere Häufigkeiten, zum Beispiel sexuelle Misshandlung mit 12,5 %. Vernachlässigung kam drei- bis fünfmal häufiger vor als Misshandlung. Viele Befragte hatten mehrere Formen von Misshandlung und Vernachlässigung erlebt (Kumulation, Häufung). Zwei Formen schwerer Misshandlung beziehungsweise Vernachlässigung waren 3,3 % der Befragten ausgesetzt gewesen, drei bis fünf Formen 2,3 % der Befragten.
In einer früheren repräsentativen Erhebung der deutschsprachigen Bevölkerung im Alter von 16 bis 59 Jahren berichteten von den knapp 3300 Befragten 74,5 % mindestens ein Ereignis der Züchtigung vor dem Alter von 16 Jahren (zum Beispiel „Meine Eltern haben mir eine runtergehauen“). 10,6 % der Befragten berichteten mindestens ein Ereignis der körperlichen Misshandlung (zum Beispiel „Meine Eltern haben mich geprügelt, zusammengeschlagen“). Mindestens ein Ereignis sexuellen Missbrauchs mit Körperkontakt vor dem Alter von 16 Jahren hatten 8,6 % der Frauen erlebt und 2,8 % der Männer. Von diesen waren sexuellem Missbrauch mit Penetration ausgesetzt gewesen 3,3 % der Frauen und 0,9 % der Männer. „Der grössere Teil der Vorfälle mit Körperkontakt [besteht] aus sexuellen Berührungen ohne Penetration“.
Die enorme Größenordnung der Problematik wird in folgender Modellrechnung deutlich: Bei der Bevölkerungszahl in Deutschland von ca. 80 Millionen und unter der hypothetischen Annahme, dass die Prävalenzen für Kindheitstraumen in der gesamten Bevölkerung gleich sind, wären bei einer Prävalenz von 1 % schätzungsweise 800.000 Menschen betroffen; bei 10 % wären es 8 Millionen Menschen.
In einer US-Bevölkerungsstichprobe von über 17.000 Personen wurden zehn Kategorien von Kindheitsbelastungs-Erfahrungen unter 18 Jahren retrospektiv erhoben; zusätzlich zu den oben genannten Kindheitstraumen wurden fünf Situationen familiärer Dysfunktion erfragt (The Adverse Childhood Experiences [ACE] Study; mittleres Alter 56 Jahre, Spannweite 19 bis 92 Jahre).
| Kindheitsbelastungs-Kategorie                | Prävalenz % |
| -------------------------------------------- | ----------- |
| emotionaler Missbrauch                       | 10,6        |
| körperliche Misshandlung                     | 28,3        |
| sexueller Missbrauch (körperliche Berührung) | 20,7        |
| emotionale Vernachlässigung                  | 14,8        |
| physische Vernachlässigung                   | 9,9         |
| Gewalttätigkeit gegenüber Mutter             | 12,7        |
| Substanzmissbrauch von Haushaltsmitglied     | 26,9        |
| psych. Erkrankung von Haushaltsmitglied      | 19,4        |
| Trennung/Scheidung der Eltern                | 23,3        |
| Haftstrafe von Haushaltsmitglied             | 4,7         |

Tab. 2  Häufigkeiten von belastenden Kindheits-Erfahrungen ACE; Mehrfachnennungen möglich
28,3 % der Befragten hatten körperliche Misshandlung erfahren, 26,9 % hatten erlebt, dass mindestens ein Mitglied im Haushalt Substanzmissbrauch (Alkohol- oder Drogenmissbrauch) betrieb. Bei sexuellem Missbrauch besteht ein erheblicher Unterschied zwischen Frauen und Männern (weiblich 24,7 %; männlich 16,0 %). Legt man sieben Belastungs-Kategorien zugrunde (siehe Tabelle 2 ohne emotionale und physische Vernachlässigung sowie ohne Trennung/Scheidung), so hat nur die Hälfte (49,5 %) der Befragten kein Kindheitstrauma erlitten; 24,9 % haben ein Trauma und 25,6 % haben zwei oder mehr Traumata erlitten. Die Kumulation von Kindheitstraumen ist mit einem Viertel sehr häufig.
In Stichproben von psychiatrischen und psychosomatischen Patienten liegen die Häufigkeiten von Kindheitstraumen deutlich höher. In einer retrospektiven Untersuchung von 407 erwachsenen psychosomatischen Patienten waren die drei am häufigsten genannten Kindheits-Belastungsfaktoren:
- emotional schlechte Beziehung zu den Eltern (67 %);
- chronische familiäre Disharmonie/mit Gewalt (59 %);
- berufliche Anspannung beider Eltern von klein auf (43 %).

Die aufgrund von Kumulation schwerwiegendsten Kindheitstraumen waren:
- häufig geschlagen/misshandelt (26 %);
- schwerer sexueller Missbrauch (9 %).

Bei diesen beiden Traumaformen gaben die Patienten im Durchschnitt jeweils noch fünf weitere Belastungsfaktoren an.
Die am häufigsten angewendete Erhebungsmethode der Kindheitstraumen ist die retrospektive Befragung von Erwachsenen mittels Fragebogen. Diese Methode ist insofern als valide (gültig) anzusehen, „dass Erinnerungen an traumatische Ereignisse vergleichsweise valide bezüglich der Frage, ob ein Ereignis stattgefunden hat oder nicht, erfasst werden können. […] Epidemiologische Untersuchungen tendieren zu einer Unterschätzung der realen Prävalenzen.“

## Folgen der Trauma-Erfahrungen
Kurzfristige Folgen von Kindheitstraumen sind gegebenenfalls körperliche Verletzungen sowie akute Belastungsreaktionen und psychoreaktive Symptome, vor allem akute Angstsymptome. Im Weiteren kann sich eine Posttraumatische Belastungsstörung entwickeln. Bei anhaltendem Stress erfolgt langfristig eine erhöhte Kortisol-Ausschüttung. Es kommt zu Beeinträchtigungen der Hirnentwicklung und zu „biologischen Narben“, was sich in einer lebenslangen Dysfunktion des Stress-Verarbeitungssystems im Sinne einer erhöhten Vulnerabilität für körperliche wie psychosoziale Belastungssituationen niederschlagen kann. Weiterhin kann es zu sozialen, emotionalen und kognitiven Beeinträchtigungen kommen.
In der von John Bowlby begründeten Bindungstheorie bedeuten belastende und traumatisierende Verhaltensweisen von Eltern, dass sie sich gegenüber dem Kind nicht feinfühlig verhalten. Fehlende Feinfühligkeit verhindert, dass das Kind eine sichere Bindung entwickeln kann. Der in früher Kindheit erworbene Bindungsstil beziehungsweise eine Bindungsstörung können den gesamten Lebenslauf beeinflussen.

### Risiko-Verhaltensweisen
Die ACE-Studie geht von der Annahme aus, dass Opfer von Kindheitstraumen ab Kindheit/Jugendalter vermehrt gesundheitliche Risiko-Verhaltensweisen, zum Beispiel übermäßiges Essen, zeigen, die dann zu vermehrten körperlichen Gesundheitsstörungen oder/und psychischen Erkrankungen und zu einer verkürzten Lebensdauer führen können. Die ausgewählten zehn Risiko-Verhaltensweisen im Erwachsenenalter gehören in den USA zu den führenden Ursachen von Morbidität und Mortalität. In Tabelle 3 werden die Wahrscheinlichkeiten der Risiko-Verhaltensweisen aufgeführt in Abhängigkeit vom ACE-Wert, d. i. die Anzahl der Kindheitsbelastungs-Kategorien, in denen der/die Befragte jeweils mindestens ein Trauma-Ereignis erlitten hatte. Der ACE-Wert bildet in etwa die Kumulation der Trauma-Ereignisse ab.
| gesundheitliche Risikoverhaltensweisen | ACE = 0 % | ACE ≥ 4 % |
| -------------------------------------- | --------- | --------- |
| raucht gegenwärtig                     | 6,8       | 16,5      |
| schweres Übergewicht (BMI ≥ 35)        | 5,4       | 12,0      |
| Bewegungsmangel in Freizeit            | 18,4      | 26,6      |
| ≥ 2 Wochen deprimierte Stimmung*       | 14,2      | 50,7      |
| jemals Suizidversuch                   | 1,2       | 18,3      |
| sieht sich als Alkoholiker             | 2,9       | 16,1      |
| jemals illegale Drogen genommen        | 6,4       | 28,4      |
| jemals Drogen i.v. gespritzt           | 0,3       | 3,4       |
| Promiskuität (≥ 50 Sexualpartner)      | 3,0       | 6,8       |
| jemals sexuell übertragene Krankheit   | 5,6       | 16,7      |

Tabelle 3  Wahrscheinlichkeiten gesundheitlicher Risikoverhaltensweisen in Abhängigkeit vom ACE-Wert; * ≥ 2 Wochen deprimierte Stimmung im vergangenen Jahr
Alle Risiko-Verhaltensweisen traten im Erwachsenenalter umso häufiger auf, je mehr Belastungs-Kategorien die Personen in der Kindheit ausgesetzt gewesen waren. Von den Erwachsenen mit ACE-Wert = 0 betrieben zum Beispiel 2,9 % Alkoholmissbrauch, von denen mit ACE-Wert ≥ 4 waren es 16,1 %. Die Zunahme der Wahrscheinlichkeiten war in allen Fällen signifikant, zum Teil dramatisch hoch; bei i.v. Drogeneinnahme und bei Suizidversuchen war sie mehr als zehnfach erhöht. Mit den Risiko-Verhaltensweisen versuchen die betroffenen Personen, Stress- und Konfliktsituationen zu bewältigen und ihre Affekte herunter zu regulieren (emotionsorientiertes Coping), was aber häufig zu weiteren Stress-Ereignissen führt. Diese Verhaltensweisen sind ggf. adaptiv zum Überleben in feindseligen sozialen Situationen, aber dysfunktional für die psychosoziale Anpassung, zum Beispiel in Schule und Beruf.

### Körperliche Erkrankungen
Wenn eine Person eine oder mehrere dieser Risiko-Verhaltensweisen zeigt, zum Beispiel Alkoholmissbrauch, Drogenkonsum, Rauchen oder/und Übergewicht, dann steigt das Risiko für körperliche Erkrankungen. Für folgende Erkrankungen ist die Eintretens-Wahrscheinlichkeit unter ACE ≥ 4 doppelt so hoch wie unter ACE = 0: Koronare Herzkrankheit (5,6 % vs. 3,7 %), Schlaganfall (4,1 % vs. 2,6 %), chronisch obstruktive Lungenerkrankung (8,7 % vs. 2,8 %), jemals Hepatitis/Gelbsucht (10,7 % vs. 5,3 %). Erhöht ist die Wahrscheinlichkeit bei ACE ≥ 4 auch für Krebs, Diabetes und jemals Knochenfraktur. Kindheitstraumen werden daher angesehen als die „grundlegenden Ursachen“ von Erkrankungen und Sterblichkeit im Erwachsenenalter.
Von den ursprünglichen Teilnehmern der ACE-Studie waren nach durchschnittlich knapp acht Jahren 1539 verstorben. Die Sterblichkeit war umso höher, je mehr Kindheitsbelastungs-Kategorien die Befragten ausgesetzt gewesen waren. Bei Personen mit ACE-Wert = 0 betrug das mittlere Sterbealter 79,1 Jahre, bei einem ACE-Wert ≥ 6 betrug es 60,6 Jahre, das heißt die mittlere Lebensdauer war um fast 20 Jahre verkürzt. Die fünf häufigsten führenden Todesursachen, die zusammen etwa 90 % aller Todesfälle erklären, waren: Herz-Kreislauf-Erkrankungen, maligne Neubildungen, Nerven- und Sinnes-Erkrankungen, Atemwegserkrankungen sowie Erkrankungen des Verdauungssystems. Der angenommene Zusammenhang zwischen Kindheits-Belastungen und verkürzter Lebenserwartung wurde bestätigt.

### Psychische Erkrankungen
Auch psychische Erkrankungen treten in Abhängigkeit vom Ausmaß der Kindheits-Belastungsfaktoren statistisch häufiger auf, und zwar depressive und Angsterkrankungen, Suizidalität, somatoforme Störungen, Essstörungen, Suchterkrankungen, Persönlichkeitsstörungen sowie Posttraumatische Belastungsstörung. Es wird angenommen, dass auch die Risiko-Verhaltensweisen an der Krankheitsentstehung mitbeteiligt sind.
Patienten mit Borderline-Persönlichkeitsstörung haben in hoher Zahl im Lebenslauf Traumata erlitten: sexuelle Gewalterfahrungen etwa 65 %, körperliche Gewalterfahrungen etwa 60 %, Vernachlässigung etwa 40 %. Aus psychotherapeutischer Perspektive wird sexuelle Traumatisierung in der Kindheit als einer der häufigsten und stärksten Einflussfaktoren bei der Entstehung der Borderline-Persönlichkeitsstörung angesehen. Nach „langjähriger klinischer Erfahrung ist gewaltsame sexuelle Penetration der Körpergrenzen das seelisch Schädlichste, was einem Kind angetan werden kann.“ Ein Teil der Borderline-Kranken ist zwar ohne schwerwiegende Trauma-Ereignisse, aber in einer „vernachlässigenden, starr normierenden oder invalidierenden Erziehungsumgebung“ aufgewachsen, was sich als emotionale Vernachlässigung beziehungsweise emotionaler Missbrauch auswirken kann.
Als wichtiger Faktor, der die Entwicklung dissozialen Verhaltens oder einer dissozialen Persönlichkeitsstörung begünstigen kann, wird „häufige, wiederholte, länger dauernde, demütigende körperliche Misshandlung“ angesehen. Personen mit dissozialer Persönlichkeitsstörung haben „in der frühen Kindheit ebenso wie im weiteren Verlauf ihres Lebens zum Teil schwerste Verlust- und Mangelerfahrungen (im Sinne von Misshandlung, Missbrauch und Vernachlässigung) durchgemacht.“
„Zusammenfassend legen die Ergebnisse der Traumaforschung einen wesentlichen Einfluss von Traumata [in der Kindheit] auf die Entwicklung späterer Persönlichkeitsstörungen nahe. […] Traumata sind jedoch keine notwendigen oder gar hinreichenden Bedingungen für die Entwicklung von Persönlichkeitsstörungen.“ Insbesondere sogenannte Cluster-B-Persönlichkeitsstörungen (narzisstische, Borderline- und dissoziale Persönlichkeitsstörungen) entwickeln sich mit höherer Wahrscheinlichkeit nach schweren traumatischen Kindheits -Erfahrung.
Nach psychotherapeutischer Auffassung beeinflussen frühkindliche Erfahrungen sowie traumatische und Belastungs-Ereignisse in der Kindheit maßgeblich die Entwicklung der Persönlichkeit und begünstigen erheblich die Entstehung von psychischen Erkrankungen. Die oben genannten Risikoverhaltensweisen können als intrapsychische Bewältigungsmechanismen zur Abwehr unbewusster innerer Konflikte verstanden werden, die auch als „Reinszenierung von traumatischen Eltern-Kind-Konstellationen“ (zuweilen auch als „Wiederholungszwang“ bezeichnet) auftreten können. Die Ergebnisse der ACE-Studie werden auch als epidemiologische Bestätigung entsprechender psychoanalytischer Konzepte gewertet.

### Lebensbenachteiligungen
Marina Dabau:

„Keiner, sagen wir so, nicht nur meine ganze Familie ausgeschlossen, ganze    Heimatstaat hat mich ausgeschlossen, ja. Die ganze Staat hat mich  ausgestoßen.“

Für Frauen, die in der Kindheit gezüchtigt beziehungsweise körperlich misshandelt oder/und die mit Körperkontakt sexuell missbraucht worden waren, besteht ein signifikant höheres Risiko, in ihrer Partnerschaft körperliche oder sexuelle Gewalt zu erleiden. Elternpersonen, die in der Kindheit gezüchtigt beziehungsweise körperlich misshandelt worden waren oder/und die in der Partnerschaft Gewalt erfahren, haben ein höheres Risiko, ihre Kinder zu züchtigen oder zu misshandeln. Erlittene Kindheitstraumata führen zu einem statistisch signifikant erhöhten Risiko erneuter traumatisierender Gewalterfahrungen (auch mit dem kritisch zu sehenden Begriff als Reviktimisierung bezeichnet) beziehungsweise zur Weitergabe an die nächste Generation.
Auch wenn von Kindheitstraumen betroffene Personen mehrheitlich nicht manifest erkranken, so können sie doch später in ihrer sozialen Anpassung massiv benachteiligt sein. Personen, die als Kinder bis zum Alter von 11 Jahren missbraucht oder vernachlässigt worden waren (gemäß Strafverfolgungsakten), zeigen etwa 20 Jahre später gegenüber einer Fall-Kontrollgruppe einen insgesamt ungünstigeren Lebensverlauf: Unter anderem ist ihre gemessene Intelligenz niedriger; sie beenden eher die Schule; ihr berufliches Niveau ist niedriger; die Arbeitslosigkeit ist höher; die partnerschaftliche Situation ist ungünstiger (seltener stabile Ehen, häufiger mehr als eine Scheidung).
Trennung und Scheidung der Eltern sowie Tod eines Elternteils sind für die betroffenen Kinder in jedem Fall belastende und einschneidende Ereignisse. Für sich alleine haben sie aber „keine Relevanz für die spätere psychische Vulnerabilität. […] In Kombination mit Gewalterfahrungen erhöht jedoch die Scheidung der Eltern das Risiko“ für spätere psychische Erkrankungen beträchtlich.

## Schutzfaktoren
Nur ein Teil der Kinder, die ein oder mehrere Traumen erlitten haben, entwickeln Risiko-Verhaltensweisen und später Erkrankungen. Die Personen mit ACE-Wert ≥ 4 zeigen die einzelnen Risiko-Verhaltensweisen mit Wahrscheinlichkeiten von unter 20–30 %; Ausnahme ist die deprimierte Stimmung mit 50,7 % (Tab. 3). D.h. auch starkbetroffene Personen bewältigen ihr Leben mehrheitlich ohne Risikoverhaltensweisen. Ebenso sind nach Kindheitstraumen die Wahrscheinlichkeiten für körperliche und psychische Erkrankungen klar und unzweifelhaft erhöht, liegen aber deutlich unter 100 %.
Kindheitstraumen haben dann weniger negative Auswirkungen, wenn die Vulnerabilität der Person niedrig ist, wenn Schwere und Anzahl/Dauer der traumatischen Ereignisse gering sind und wenn kompensatorische Schutzfaktoren und Ressourcen zur Verfügung stehen. Es werden individuelle, familiäre und soziale Schutzfaktoren (unterstützende Einrichtungen) unterschieden. Folgende Schutzfaktoren haben sich empirisch als wirksam erwiesen:
- dauerhafte gute Beziehung zu mindestens einer primären Bezugsperson,
- sicheres Bindungsverhalten,
- Großfamilie, kompensatorische Elternbeziehungen,
- Entlastung der Mutter (vor allem wenn alleinerziehend),
- gutes Ersatzmilieu nach früherem Mutterverlust,
- überdurchschnittliche Intelligenz,
- robustes, aktives und kontaktfreudiges Temperament,
- internale Kontrollüberzeugungen,
- Selbstwirksamkeit,
- soziale Förderung (z. B. durch Jugendgruppen, Schule, Kirche),
- verlässlich unterstützende Bezugsperson(en) im Erwachsenenalter,
- lebenszeitlich spätere Familiengründung (i.S. von Verantwortungsübernahme),
- Geschlecht (Mädchen sind weniger vulnerabel).[9]

Die individuellen Schutzfaktoren entsprechen im Wesentlichen dem Konzept der Resilienz (Widerstandsfähigkeit). Stehen Schutzfaktoren hinreichend zur Verfügung, so wird ein Trauma-Ereignis evtl. abgemildert, ein Kind/Jugendlicher kann ein einzelnes Trauma adäquat bewältigen, und eine „normale“ Entwicklung kann möglich sein. Das Trauma wirkt dann „wie eine Art Impfung […], welche später zu einer erhöhten Stressresistenz führen kann“. Die erfolgreiche Bewältigung erhöht die Resilienz der betroffenen Person.

## Intervention/Therapie
Die Befunde legen Maßnahmen der Prävention (Sekundärprävention) in der frühen Kindheit nahe. Interveniert werden soll bei Müttern und Familien in Risiko-Situationen mit dem Ziel, Trauma-Ereignisse für die Kinder zu verhindern. Diese Aufgabe haben zum Beispiel Hebammen mit der Zusatzqualifikation Familienhebamme. Der Schwerpunkt liegt auf der psychosozialen und medizinischen Beratung und Betreuung von vulnerablen Schwangeren sowie Müttern mit Kleinkindern durch aufsuchende Tätigkeit und interdisziplinäre Zusammenarbeit mit anderen Institutionen und Berufsgruppen.
In der akuten Trauma- beziehungsweise Belastungssituation eines Kindes oder Jugendlichen sind im Rahmen einer Krisenintervention gegebenenfalls Maßnahmen des Kinderschutzes, medizinische Behandlung und psychosoziale Versorgung erforderlich. Für Kinder/Jugendliche, die Opfer von sexuellem Missbrauch sind, gibt es spezielle traumafokussierte Psychotherapie-Ansätze (siehe Artikel Posttraumatische Belastungsstörung bei Kindern und Jugendlichen).
Bei Erwachsenen, die als Kind Traumatisierungen ausgesetzt gewesen waren, ist bei späterer psychischer Erkrankung gegebenenfalls eine Psychotherapie angezeigt, die auf die jeweilige Art der Störung / Diagnose (siehe oben) ausgerichtet ist. In diesen Fällen können die erkrankte Person und die Erkrankung nur verstanden werden bei adäquater Berücksichtigung der Kindheitstraumatisierung.
Der Vorbeugung vor der Weitergabe eigener Kindheitstraumata an die eigenen Kinder dient zum Beispiel das vom Kinderpsychiater Karl Heinz Brisch entwickelte Elternprogramm Safe – Sichere Ausbildung für Eltern.